# Kawaikini
Der Kawaikini (hawaiisch: reichlich Wasser) ist die höchste Erhebung der Insel Kauaʻi im Archipel von Hawaii. Es handelt sich, wie bei allen Bergen Hawaiis, um den Gipfel eines Vulkans, welcher eine Höhe von 1598 m über dem Meer erreicht. Die Nordosthänge des Kawaikini zählen mit durchschnittlich 10.700 mm pro Jahr zu den niederschlagsreichsten Gebieten der Erde. Noch stärker regnet es mit jährlich bis zu 12.000 mm auf den Nordosthängen des benachbarten Waiʻaleʻale, des zweithöchsten Bergs Kauaʻis.